# Ашимбаев, Туткабай Ашимбаевич
Туткаба́й Ашимба́евич Ашимба́ев (1 марта 1921, аул Джанакогам Чуйского района Джамбулской области — 26 октября 1983) — советский казахстанский государственный деятель. Происходит из племени ысты.

## Образование
Фрунзенский индустриальный техникум (1940)
Казахский педагогический институт (1952, заочно)
Всесоюзный заочный инженерно-строительный институт (1966), инженер-строитель.

## Трудовая деятельность
1940 — старший техник на строительстве Большого Чуйского канала
1940-46 — служил в армии и пограничных войсках, участник Великой Отечественной войны
1946-57 — старший инженер, председатель постройкома профсоюза, зав. отделом дорпрофсожа Туркестано-Сибирской ЖД, секретарь Республиканского комитета профсоюза служащих сельского хозяйства
1957-59 — старший инженер ПТО треста «Главалмаатастрой», начальник участка треста «Турксибтрансстрой», начальник отделения Алма-Атинского совнархоза
1959-60 — инструктор, зам. зав. отделом Алма-Атинского обкома партии
1960-65 — первый секретарь Текелийского горкома партии
1965-69 — зам. зав. отделом строительства ЦК Компартии Казахстана
1969-71 — зам. министра строительства предприятий тяжелой индустрии КазССР
1971-73 — второй секретарь Восточно-Казахстанского обкома партии
1973-80 — первый секретарь Мангышлакского обкома партии
1980-81 — председатель Казсовпрофа, кандидат в члены Бюро ЦК Компартии Казахстана
1981-83 — директор ВДНХ КазССР.
Депутат Совета Союза Верховного Совета СССР 9-10-го созывов (1970—1979) от Мангышлаской области. В Верховный Совет 9 созыва избран от Мангышлакского избирательного округа № 659, член Комиссии по народному образованию, науке и культуре Совета Союза.

## Оценка деятельности
Туткабай Ашимбаевич решал важные вопросы функционирования и развития Мангышлакского ТПК, вникая во все вопросы. К концу 1970-х годов Мангышлакская область давала 81 % всей нефти, добытой в республике, 96 % газа, производила более половины минеральных удобрений — за десятую пятилетку (1976—1980 гг.) их было произведено около 17 миллионов тонн.
В 1975 году область добыла 21 миллион тонн нефти. Было построено 1260 нефтяных и газовых скважин. По объему добываемой нефти Мангышлак находился на шестом месте в бывшем Союзе ССР. В 1976—1978 годах начали разрабатываться нефтяные месторождения на полуострове Бузачи — Каламкас и Каражанбас. В январе 1980 года из порта Актау отошёл танкер, груженный первой нефтью Каламкаса. Были построены нефтепровод Каламкас — Актау (Шевченко), газопровод Жетыбай — Актау (Шевченко). К 1975 году вошла в строй первая очередь Казахского газоперерабатывающего завода мощностью 1 миллиард кубометров газа, заработал первый атомный реактор БН-350 (Шевченковская АЭС).
На базе аэропорта местных воздушных линий в ноябре 1973 года было создано самостоятельное авиапредприятие. Начато строительство постоянного аэропорта в 18 километрах от города Шевченко. В 1975 году было принято в эксплуатацию новое здание аэровокзала.
За период с 1973 по 1975 годы было построено 319 километров дорог с твердым покрытием: Жетыбай — Ералиево, Шевченко — Форт-Шевченко, Узень — Фетисово, Шевченко — Каламкас.
Начал работать завод пластмасс, где в 1979 году получили первый кристаллический полистирол.
В 1975 году была введена в строй Актауская птицефабрика.

## Награды
Награждён орденами Октябрьской Революции, Трудового Красного Знамени дважды, Красной Звезды, медалями, Почетной грамотой Верховного Совета КазССР.
Автор книг «Богатство недр и щедрость души» (1976 г.), «Творчество миллионов» (1980 г.).
Его имя присвоено школе № 11 города Актау.
Брат — Ашимбаев Туймебай (1918—1995), доктор экономических наук, академик.

## Эпизоды из жизни
Из воспоминаний родственников: «В 1973 году Туймебай Ашимбаевич рассказывал, что когда Туткабай-ага получил назначение во вновь созданную Мангышлакскую область, Д. А. Кунаев при личной встрече сказал ему следующее: „На Мангышлаке живет род адай, в земле Мангышлакской нефть (мунай), На небе — бог (кудай), а возглавлять область будет Туткабай.“ По-казахски это звучит забавно, и Димаш Ахметович долго смеялся своей шутке».